# Акулінін Леонід Ігорович
Леоні́д І́горович Акулі́нін (нар. 7 березня 1993, Донецьк, Україна) — український футболіст, нападник німецького клубу регіональної ліги Гессен-Центр ФК Турабдін-Бабілон Польгайм.

## Життєпис
Народився 7 березня 1993 року в місті Донецьк, Україна.
Вихованець донецької футбольної школи. Пройшов молодіжну академію донецького «Олімпіка» та «Шахтаря». Саме з «гірниками» він у 2009 році уклав угоду однак в основному складі не закріпився і відповідно не зіграв жодної гри. Сезон 2009/10 провів у фарм-команді «Шахтар-3». Тоді Акулінін п'ять разів зміг вразити ворота суперника за підсумком 24 ігор. Наступні 2 сезони до 2013 року він провів у іншій фарм-команді «Шахтаря» — «Шахтар-2». У 2013/14 роках Акулінін вперше приєднався до команди з УПЛ — він перейшов до лав ужгородської «Говерли» за орендною угодою. Виступав за молодіжну команду, за основу не провів жодної гри. У сезоні 2014/15 повернувся до складу команди «Шахтар-3».
21 липня 2015 стало відомо про те що Акулінін уклав угоду з чеською командою «Богеміанс 1905» на термін 2 роки. Також повідомляється що він приєднався до празької команди на умовах вільного аґента.
На початку вересня 2016 року став гравцем литовського клубу «Судува» і до кінця року зіграв у 6 матчах вищого дивізіону країни.
6 вересня 2017 підписав контракт з «Карпатами» (Львів).

## Збірна України
За збірну України до шістнадцяти років провів одну гру. 4 вересня 2013 року стало відомо що Сергій Ковалець запросив молодого виконавця до розташування молодіжної збірної України замість травмованого Пилипа Будківського. У 2014 році його було обрано найкращим гравцем Кубку Співдружності серед збірних.